# Antelope Hills (Wyoming)
Anteople Hills es un Lugar designado por el censo situado en el condado de Natrona en el estado estadounidense de Wyoming. La población era 88 habitantes en el censo de 2000.

## Geografía
Alpine está situado en las coordenadas 43°5′7″N 106°18′54″O / 43.08528, -106.31500.Según el United States Census Bureau, la ciudad tiene un área total de 34,6 km²,de los cuales 35,5 son terrestres y 0,1 acuáticos.

## Demografía
Según el censo del 2000, había 88 personas, 36 hogares y 21 familias que residían en la ciudad. La densidad de población era de 2,6/km². La composición racial de la ciudad era:
- 95,45 % blancos
- 3,41 % nativos americanos
- 1,14 % afroamericanos

Había 36 casas, de las cuales un 27,8 % tenían niños menores de 18 años que vivían con ellos, el 52,8 % eran parejas casadas que vivían juntas, el 8,3 % tenían un cabeza de familia femenino sin presencia del marido y el 38,9 % eran no-familias. El 5,2 % tenían a alguna persona anciana de 65 años de edad o más.
En la ciudad la separación poblacional era con un 26,1 % menores de 18 años, el 3,4 % de 18 a 24, un 19,3 % de 25 a 44, el 45,5 % de 45 a 64, y el 5,7 % tenía 65 años de edad o más. La edad media fue de 45 años. Por cada 100 hembras había 109,5 varones. Por cada 100 mujeres mayores de 18 años, había 116,7 hombres.
La renta mediana para una casa en la ciudad era de $35.781, y la renta mediana para una familia era de 36.719 dólares. Los varones tenían una renta mediana de $28.250 contra los $6.250 para las hembras. El ingreso per cápita para la ciudad era de $14.464. El 12,8 % de la población estaba por debajo del umbral de la pobreza